# Houé
Le Houé est un cours d'eau du département du Morbihan, affluent de la rive droite du Blavet. Son cours est long de 14,8 km. Il est aussi appelé ruisseau de Bieuzy.

## Parcours
Le Houé prend sa source près de Kerbénévent en Malguénac dans le Morbihan, à 170 m d'altitude.  Il arrose les communes de Guern et de Melrand. Il sert sur la fin de son parcours de limite naturelle entre les communes de Melrand et Pluméliau-Bieuzy. Il rejoint le Blavet un peu en aval de la boucle de Castennec  à une altitude de 37 m. Plusieurs anciens moulins à blé jalonnent son cours. D'amont en aval : le moulin de Quelven, le moulin de Guermeur, le moulin de Manéguen et le moulin de Cabossen.

## Affluents
Le SANDRE recense 9 affluents du Houé d'une longueur égale ou supérieure à 1 km. Le plus long d'entre-eux, référencé J5517200 par le SANDRE, mesure 5,03 km.

## Faune
Le cours d'eau est classé sur la totalité de son cours en première catégorie pour la pêche en rivière. On y trouve la truite fario et ses espèces d'accompagnement : le chabot, la loche et le vairon et des migrateurs : saumon atlantique et anguille .